# Antoine Lescurier de la Vergne
Antoine Lescurier de Lavergne est un homme politique français né le 2 janvier 1744 à Anglards-de-Salers (Cantal) et décédé le 25 juin 1809 à Salers (Cantal).

## Biographie
Lieutenant général civil et criminel du bailliage de Salers, il est député du tiers état aux États généraux de 1789, votant avec la majorité.
Élu juge de paix, il est destitué sous la Terreur et emprisonné. Libéré après le 9 thermidor, il devient juge au tribunal civil d'Aurillac en l'an IV. Il refuse sa nomination comme juge à la cour d'appel de Riom en 1800.